# Karol Boscamp-Lasopolski

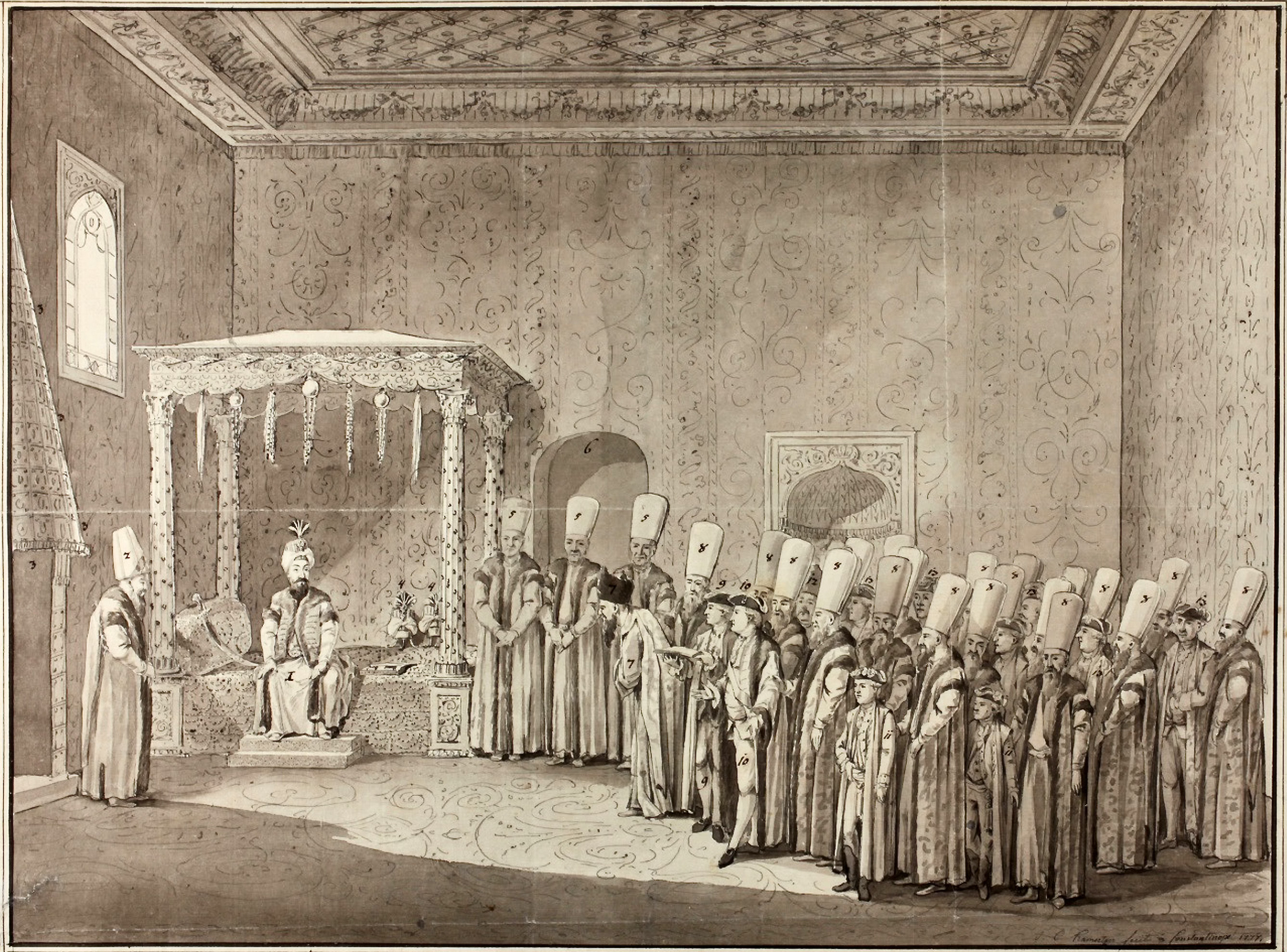
Karol Boscamp-Lasopolski jako poseł polski przed sułtanem tureckim Abdülhamidem I (1777, rysunek Jana Chrystiana Kamsetzera)

Karol Fryderyk Adolf Boscamp-Lasopolski, pseud. Apatomachos Wyjaśnicki, (zm. 28 czerwca 1794 w Warszawie) – szambelan królewski od 1776, konsyliarz w latach 1764–1786, pracownik gabinetu Stanisława Augusta Poniatowskiego, internuncjusz Rzeczypospolitej w Imperium Osmańskim w latach 1777–1778, sekretarz do spraw tureckich w Departamencie Interesów Cudzoziemskich Rady Nieustającej, pamiętnikarz, publicysta i dramatopisarz.

## Życiorys
Data narodzin nieznana. Współcześnie uważany za Wołocha, prawdopodobnie pochodził jednak z Niderlandów. W roku 1766 zmienił wyznanie z kalwińskiego na katolickie.
W czasie wojny siedmioletniej był kurierem posła pruskiego Haudego w Stambule, a następnie jego agentem. W roku 1761 był pruskim ministrem pełnomocnym u boku chana Krym Gireja, którego zachęcał do uderzenia na Rosję lub Austrię. Niedługo potem (1764) poróżnił się z chanem o kobietę i, nie będąc potrzebnym Fryderykowi II, powrócił do Warszawy. Tam, w latach 1764–1786, był konsyliarzem Gabinetu Jego Królewskiej Mości Stanisława Augusta Poniatowskiego. Wysłany do Stambułu przez Czartoryskich z tymczasową notyfikacją nowo wybranego władcy. Dzięki swoim zakulisowym działaniom zdołał uzyskać zgodę na wjazd posła polskiego do Turcji Tomasza Waleriana Aleksandrowicza. Utworzył nad Bosforem Szkołę Języków Orientalnych. Był płatnym informatorem rosyjskich dyplomatów w Rzeczypospolitej. W roku 1766 objął kierownictwo korespondencji króla ze Wschodem. Od Sejmu Repninowskiego otrzymał indygenat. Pobierał pensję ze skarbu nadwornego jako konsyliarz królewski. W listopadzie 1769 otrzymał z kasy kasy ambasady rosyjskiej 500 dukatów za udzielanie różnych informacji. W roku 1774 wyjechał wraz z Franciszkiem Ksawerym Branickim w misji do Petersburga. Od roku 1775 zatrudniony w Departamencie Interesów Cudzoziemskich Rady Nieustającej z pensją 5000 złotych polskich. 
W roku 1776 uzyskał przywilej szlachecki na nazwisko Lasopolski i został kawalerem Orderu Świętego Stanisława. Mianowany polskim posłem i ministrem pełnomocnym w Turcji. Na misji poznał i sprowadził do Polski Greczynkę Dudu (gr. mała lub miła papużka), która pod imieniem Zofii poślubiła pułkownika Jana de Witte, później Stanisława Szczęsnego Potockiego. Gdy w roku 1778 sejm wyłączył osoby obcego pochodzenia z polskich misji dyplomatycznych, Boscamp-Lasopolski wszedł z Żydami w spółkę dla handlu bursztynem, parał się też lichwą. Po zjeździe kaniowskim przedstawił Stanisławowi Augustowi swój projekt Vox in deserto, zakładający zdobycie Mołdawii, Besarabii i Multan. W czasie Sejmu czteroletniego był coraz ściślej związany z ambasadą rosyjską. W roku 1791 próbował zniechęcić patriotów do przymierza z Turcją. Ogłosił pod pseudonimem Agathomachosa-Wyjaśnickiego pamflet La Turcofédéromanie avec son spécifique à côté gratis... suives du traité d`alliance entre la Pologne et la Turquie. Publikacja ta wywołała skandal, gdyż Boscamp-Lasopolski ujawnił tajny projekt przymierza.
W czasie wojny polsko-rosyjskiej 1792 uszedł z Warszawy przed gniewem ludu. Służył jako szpieg przy Jakowie Bułhakowie i Jakobie Sieversie. Wywarł duży wpływ na wybory do sejmu grodzieńskiego w roku 1793. W czasie sejmu grodzieńskiego pisał antypolskie pamflety. W czasie insurekcji warszawskiej znalazł schronienie w poselstwie saskim. Uwięziony z rozkazu Rady Zastępczej Tymczasowej jako podejrzany o zdradę. Powieszony przez tłum warszawski 28 czerwca 1794.

## Twórczość

### Ważniejsze utwory
1. Journal de voyage de Turquie de... internonce extraordinaire et ministre plenipotentiaire du Roi et de la République Pologne à la Porte Ottomane... à commencer du jour de son arrivée à Dłużek près de Kamieniec en Podolie, rękopisy: Biblioteka Czartoryskich sygn. 840, p. 627-648; Ossolineum sygn. 782/II 1a)
2. Mes amours éphémères avec une jeune Bythiniènne. Roman Véritable: ou bien biographie pittoresque de la fameuse beauté gréco-asiatique... Le tout tiré du journal d'un ancien ministre près la Porte..., z rękopisu Archiwum Głównego Akt Dawnych (Zbiór Popielów t. 370) wyd. S. Widłak (razem z przekł. polskim), Kraków (1963); rękopis (kopia autoryzowana) ofiarowano Stanisławowi Augustowi i poprzedzono skierowanym doń listem (dat. 20 września 1789); dot. romansu z Zofią Glavani; przekł. polski: J. Łojek: Moje przelotne miłostki z młodą Bitynką. Opowieść prawdziwa, czyli malowniczy życiorys sławnej piękności grecko-azjatyckiej... Całość wyjęta z dziennika byłego ministra przy Porcie Ottomańskiej..., wyd. (razem z tekstem francuskim) przy konsultacji filologicznej S. Widłaka, Kraków (1963)
3. Werden und können Israëliten zu Freimaurern aufgenommen werden?, Hamburg 1788, (broszura polityczna, nienotowana przez Estreichera; egz. w Bibl. Nationale w Paryżu)
4. La Turcofédéromanie avec son spécifique à coté gratis par Apatomachos Wyjaśnicki opérateur patriote... suivies de la minute du traité d'alliance... entre la Pologne et la Turquie, À Eleuthéropolis 1791, (autorstwo domniemane; pamflet napisany na zlecenie ambasady rosyjskiej; Boscamp miał pisać lub inspirować inne podobne pamflety i paszkwile)
5. Głuchy, czyli pełna oberża. Komedia w 3 aktach z francuskiego tłumaczona, wyst. Warszawa 20 stycznia 1804, (o autorstwie tekstu polskiego inform. L. A. Dmuszewski; według J. B. Choudart, P. J. B. Desforges: Le Sourd, ou l'auberge pleine).

Inne jego pisma, m.in. Vox in deserto (projekt zdobycia Mołdawii, Besarabii i Multan, z 17 grudnia 1787), Précis historique ou faits et dates de mes services... tiré de mon journal (z 23 lipca 1786), Glaneuse périodique de Byzânce – zachowane w Archiwum Głównym Akt Dawnych (Zbiór Popielów t. 235, 370) i w Bibliotece Czartoryskich.

### Listy i materiały
1. Korespondencja ze Stanisławem Augustem, J. Ogrodzkim i kancelarią królewską z lat: 1764–1769, 1777–1782 i późniejszych; rękopisy: Biblioteka Czartoryskich sygn. 623-627, 630-632, 719
2. Zbiór korespondencji i dokumentów, rękopisy: Archiwum Główne Akt Dawnych (Zbiór Popielów t. 370); list do Stanisława Augusta z 20 września (1789) ogł. J. Łojek, S. Widłak zobacz Ważniejsze utwory poz. 2
3. Do F. K. Branickiego 7 listów z roku 1770, rękopisy: Archiwum Główne Akt Dawnych (Archiwum Wilanowskie sygn. 3304)
4. Do Adama Ponińskiego z roku 1782, rękopis: Biblioteka Jagiellońska sygn. 6147 IV, t. 1.

## Wybrane opracowania na temat Boscampa
1. Polska stanisławowska w oczach cudzoziemców: wydał i oprac. W. Zawadzki, t. 1-2, (Warszawa) 1963 "Biblioteka Pamiętnikarzy Polskich i Obcych"
2. A. Trębicki: Opisanie sejmu ekstraordynaryjnego podziałowego r. 1793 w Grodnie. O rewolucji r. 1794 (powst. w latach 1793 i 1825), wydał i oprac. J. Kowecki, (Warszawa) 1967 "Biblioteka Pamiętnikarzy Polskich i Obcych"
3. Stanisław August Poniatowski: Mémoires t. 2, Leningrad 1924
4. J. Bartoszewicz: "Encyklopedia powszechna" Orgelbranda, t. 16 (1863)
5. B. Zaleski: Stosunki Polski z Portą Ottomańską na początku panowania Stanisława Augusta, "Rocznik Towarzystwa Historyczno-Literackiego w Paryżu na r. 1868", Paryż 1869
6. W. Siekierka: Zabiegi numizmatyka polskiego w XVIII w., "Rocznik dla Archeologów, Numizmatyków i Bibliografów Polskich na r. 1871", Kraków 1874
7. K. Liske: Cudzoziemcy w Polsce, Lwów 1876
8. A. Rolle: Losy pięknej kobiety w: Opowiadania historyczne, Lwów 1878; przedr. w: Wybór pism t. 1, oprac. W. Zawadzki, Kraków (1966)
9. W. Smoleński: Polska szkoła orientalna w Stambule na koszcie Rzeczypospolitej (1766-1795), "Kwartalnik Historyczny" rocznik 1 (1887), zeszyt 1; przedr. w: Pisma historyczne t. 2, Kraków 1901
10. A. Rolle: Fatma w: Opowiadania historyczne seria VII, Lwów 1891; przedr. w: Wybór pism t. 1, oprac. W. Zawadzki, Kraków (1966).